# Silent Night, Bloody Night
Silent Night, Bloody Night és una pel·lícula slasher estatuniddenca de 1972 dirigida per Theodore Gershuny i coproduïda per Lloyd Kaufman. La pel·lícula és protagonitzada per Patrick O'Neal i l'actriu de culte Mary Woronov en papers principals, amb John Carradine en una actuació secundària. La trama segueix una sèrie d'assassinats que ocorren en una petita ciutat de Nova Anglaterra la Vigília de Nadal després que un home heretés una finca familiar que abans va ser un manicomi.
Molts dels membres del repartiment i de la tripulació eren antigues superestrelles de Warhol: Mary Woronov, Ondine, Candy Darling, Kristen Steen, Tally Brown, Lewis Love, el cineasta Jack Smith i l'artista Susan Rothenberg. Va ser filmat a Oyster Bay, Long Island, Nova York el 1970, però no es va estrenar en cinemes fins al 1972 amb els títols alternatius Night of the Dark Full Moon, i el 1981 com a Death House (de vegades estilitzada com Deathouse).
Tot i que s'atribueix a Zora Investments Associates als crèdits, la pel·lícula mai es va registrar a l'Oficina de drets d'autor dels Estats Units i, per tant, va caure al domini públic.

## Argument
A la nit de Nadal de 1950, Wilfred Butler va morir cremat en un accident davant la seva mansió a East Willard, Massachusetts. La residència és llegada al seu net, Jeffrey. Vint anys més tard, el 1970, l'advocat John Carter arriba a East Willard la vigília de Nadal amb la seva ajudant i amant Ingrid, després que Jeffrey li ha encarregat de vendre la casa. Carter es reuneix amb els principals ciutadans de la ciutat: l'alcalde Adams; el xèrif Bill Mason; el mut Charlie Towman, propietari del diari local; i Tess Howard, que opera la central telefònica. Tots accepten comprar la mansió Butler en nom de la ciutat pel preu de ganga de 50.000 dòlars, que Jeffrey requereix que es pagui en efectiu l'endemà. Carter i Ingrid passen la nit a la mansió Butler, però són brutalment assassinats al llit amb una destral per un agressor invisible. Després dels assassinats, l'assassí posa un crucifix a la mà d'Ingrid i passa a trucar al xèrif, presentant-se com el propietari de la casa i demanant-li que investigui la desaparició de Carter. Mentre parla amb Tess, que reenvia la seva trucada, l'assassí es fa dir "Marianne".
A la nit, Jeffrey arriba a la mansió per trobar-se amb Carter, però la troba tancada i buida. Va amb cotxe fins a casa de l'alcalde, on coneix la Diane, la filla de l'alcalde. L'alcalde ha anat al banc del comtat per obtenir els diners necessaris per al pagament, així que redirigeix a Jeffrey a l'oficina del xèrif. Simultàniament, el xèrif es dirigeix a la mansió, però primer s'atura a la tomba alterada de Wilfred Butler, on és colpejat fins a la mort amb una pala. En no trobar el xèrif, en Jeffrey torna a casa de l'alcalde, on la Diane li diu que ha rebut trucades telefòniques per al seu pare d'algú anomenada "Marianne" que la truca a la mansió.
Desconcertats pels estranys esdeveniments, Jeffrey i Diane decideixen conduir fins a la mansió, però s'aturen quan troben el cotxe abandonat del xèrif. Els dos passen a l'oficina del diari, on es troben amb Charlie, qui els informa que la Tess també ha anat a la mansió. Jeffrey i Charlie van darrere d'ella mentre la Diane investiga la història de la casa Butler als arxius. Diane aconsegueix reconstruir la història dels Butlers: el 1930, l'esposa de Wilfred va morir de tuberculosi. El 1933, la seva filla Marianne, de 15 anys, va ser violada i es va quedar embarassada; el fill que dona a llum és Jeffrey, que va ser enviat a Califòrnia. El 1935, Wilfred va convertir la mansió en un hospital psiquiàtric i va fer internar Marianne. La resta de la història sembla que ha estat redactada.
La Tess arriba a la mansió i troba el cotxe del xèrif corrent a l'exterior. Al vestíbul, és rebuda per l'assassí invisible, que la mata a cops amb un canelobre. Mentrestant, Jeffrey arriba a la casa de la Tess i la troba buida, després de la qual cosa torna amb Diane a l'oficina del diari. La Diane li diu a Jeffrey que, segons la seva investigació, la seva mare no va morir durant el seu naixement com ell havia pensat. Jeffrey i Diane marxen junts a la mansió. En el camí, passen per davant del cotxe de Charlie, que ha estat incendiat; Moments després, Charlie es llança al cotxe d'en Jeffrey i Jeffrey l'atropella, matant-lo. Examinant el cos, en Jeffrey s'adona que algú li ha tallat les mans a Charlie.
A la mansió, Jeffrey troba el diari del seu avi al vestíbul, que revela que ell va ser qui va deixar embarassada Marianne. El diari explica com Wilfred es va tornar hostil cap al personal de l'hospital complaent, així que la vigília de Nadal de 1935, va alliberar els pacients de l'hospital, provocant una massacre que també va provocar la mort de Marianne. Després va acabar fingint la seva mort el 1950 i ha estat vivint de manera anònima en un hospital mental proper des d'abans d'escapar-se. Jeffrey li diu a la Diane que el seu avi/pare encara viu, i que el xèrif, la Tess, el Towman i l'alcalde eren antics presos dels quals Wilfred va buscar venjança per la mort de Marianne. L'alcalde arriba a la mansió armat amb un rifle, i ell i en Jeffrey obren foc, matant-se mútuament. L'assassí, que es revela que és l'ancià Wilfred Butler, finalment apareix, i Diane agafa l'arma de Jeffrey i el mata a trets.
Un any més tard, la Diane fa un darrer cop d'ull a la mansió Butler abans que sigui destruïda per una bulldozer.

## Repartiment
- Patrick O'Neal com a John Carter
- James Patterson com a Jeffrey Butler
- Mary Woronov com a Diane Adams
- Astrid Heeren com a Ingrid
- John Carradine com a Charlie Towman
- Walter Abel com a Mayor Adams
- Fran Stevens com a Tess Howard
- Walter Klavun com a Sheriff Bill Mason
- Philip Bruns com a Wilfred Butler (1929) (as Phillip Bruns)
- Staats Cotsworth com a Wilfred Butler (voice)
- Jay Garner com a Dr. Robinson
- Donelda Dunne com a Marianne Butler (age 15)
- Michael Pendry com a Doctor
- Lisa Blake Richards com a Maggie Daly
- Grant Code com a Wilfred Butler (als 80)
- Debbie Parness com a Marianne Butler (als 8)
- Charlotte Fairchild com a Guest
- Barbara Sand com a Guest
- Candy Darling com a Guest
- Ondine com a Inmate
- Tally Brown com a Inmate
- Lewis Love com a Inmate
- Harvey Cohen com a Inmate
- Hetty MacLise com a Inmate
- George Trakas com a Inmate
- Susan Rothenberg com a Inmate
- Cleo Young com a Inmate
- Kristeen Steen com a Inmate
- Jack Smith com a Inmate
- Leroy Lessane com a Inmate
- Bob Darchi com a Inmate

## Producció
El rodatge de Silent Night, Bloody Night va començar el 30 de novembre de 1970 a Oyster Bay, Nova York. La casa de James W. Beekman a Oyster Bay va servir com a casa de Butler a la pel·lícula. La pel·lícula originalment tenia el títol de treball Zora, que era el títol d'un guió no relacionat propietat de Cannon Films. La postproducció va tenir lloc a l'estiu. de 1972, amb el director Gershuny i l'editor Tom Kennedy completant el doblatge, la partitura i els efectes de so.
L'estrella Mary Woronov va recordar la producció: "Silent Night, Bloody Night va ser terrible. Ens van donar un guió estrany i Ted [Gershuny] va intentar provocar-lo. Va intentar que fos una declaració artística, però va ni tan sols tenia gaire sentit. La majoria de la gent no podia entendre què estava passant, cosa que no és bona, sobretot per a una pel·lícula de terror."

## Estrena
La pel·lícula va rebre una estrena limitada als Estats Units amb el títol Night of the Full Dark Moon per Cannon Films,a partir del 17 de novembre de 1972. Posteriorment fou estrenada com a Silent Night, Bloody Night la primavera de 1973, i va continuar amb aquest títol fins al desembre de 1973. Posteriorment es va projectar a Austràlia el desembre de 1974. El mateix any es va projectar com a part de la secció oficial al VI Festival Internacional de Cinema Fantàstic i de Terror de Sitges.
La pel·lícula va ser estrenada de nou l'any 1981 per Cannon amb el títol Death House, estilitzat com Deathouse en alguns anuncis i al cartell de la pel·lícula.
El 1974, els drets de transmissió televisiva de la pel·lícula es van vendre a CBS per 300.000 dòlars,que posteriorment la va projectar com una pel·lícula de mitjanit. La pel·lícula també fou exhibida a Elvira's Movie Macabre, part del show de WWOR-TV Fright Night que va començar el 1978 i es va convertir en un element bàsic de la televisió nocturna durant els mesos de novembre i desembre. Malgrat el tema fosc de la pel·lícula d representacions de violència, la xarxa va optar per emetre-la per Nadal cada any. L'executiu Larry Casey ho va comentar i va dir: "No m'entenguis malament. M'encantaven White Christmas i les pel·lícules tradicionals de vacances. Però quantes vegades pots veure aquestes coses? Sempre vam posar el sobre a Fright Night, i Silent Night, Bloody Night va ser una bona solució. WOR mai va rebre cap queixa per mostrar-la que n'havia sentit parlar."

### Resposta crítica
En el seu llançament inicial, Michael Pitts del Anderson Daily Bulletin va criticar la pel·lícula per tenir una trama poc clara i estar "mal fotografiada". Va concloure escrivint que la pel·lícula "és tan dolenta que podria haver estat fet per a televisió, però, d'altra banda, la majoria de les pel·lícules de televisió actuals són millors que això." The Sydney Morning Herald va assenyalar: "La trama exacta de la mania familiar és difícil de seguir, però en el moment en què tot el tema repugnant de la bogeria i la carnisseria ha passat pel cop de destral contra la carn ha esborrat qualsevol propòsit artístic."
AllMovie la va anomenar una "joia menor", complementant l'"atmosfera estranya" de la pel·lícula i assenyalant el seu lloc com a predecessora del gènere cinematogràfic slasher. Leonard Maltin va donar dues estrelles a la pel·lícula, qualificant-la de "desigual de baix pressupost". La pel·lícula va aparèixer al llibre 150 Movies You Should Die Before You See, on es va escriure que la pel·lícula "aconsegueix decebre a tots els nivells".
L'historiador del cinema Brian Albright es va referir a la pel·lícula com a "malhumorada... surrealista i de vegades confusa". Al seu llibre Slasher Films: An International Filmography, 1960 Through 2001, Kent Byron Armstrong va escriure que la pel·lícula "té un ritme letàrgic, però proporciona prou intriga i misteri per ajudar l'espectador a mantenir l'interès". A Nightmare USA: The Untold Story of the Exploitation Independents (2007), Stephen Thrower va escriure: "[la pel·lícula és] "dolorosament lenta... traçada per a la màxima irritació, amb una estructura de misteri diferit que us farà cridar amb impaciència després de la primera hora. "
En una ressenya publicada per The Hysteria Lives!, la pel·lícula va ser premiada amb cinc estrelles de cada cinc, i el crític va assenyalar: "Els tràmits més aviat telenovel·lats estan molt complicats, però n'hi ha prou amb dir que n'hi ha prou. cossos per complaure als puristes slasher mentre entretenim els que també gaudim d'un conte clàssic macabre." John Kenneth Muir va assenyalar que la pel·lícula "porta tots els [els] signes tranquil·litzadors d'una pel·lícula dolenta, signes que les escombraries actuals podrien evitar amb despeses: muntatge i rodatge aficionats, mal so, mala pel·lícula, diàlegs atroços i la resta. Tot i així, almenys saps on et trobes amb una pel·lícula com Silent Night, Bloody Night. No trigues gaire a adonar-te que estàs atrapat a l'infern de les pel·lícules dolentes."

### Mitjans domèstics
Tot i que hi ha una declaració de drets d'autor de 1972 als crèdits inicials de Zora Investment Associates, la pel·lícula no es va registrar per als drets d'autor, i des del seu llançament ha caigut a domini públic. La pel·lícula va tenir el seu llançament en VHS per Paragon Video als anys 80.
La pel·lícula està disponible en DVD de diverses empreses d'entreteniment especialitzades en pel·lícules de domini públic, tot i que moltes de les impressions d'aquestes edicions són d'una qualitat extremadament baixa. La majoria de les impressions utilitzades en DVD provenien de la transferència de VHS publicada per Paragon Video.
El 10 de desembre de 2013, Film Chest va publicar en DVD una impressió restaurada en alta definició de la pel·lícula (procedent del master original de la impressió Death House). La mateixa impressió també es va utilitzar per al llançament de DVD per Code Red el 2013, en una edició limitada doble s essió combinada amb Invasion of the Blood Farmers (1972).

## Influència
Alguns elements de la pel·lícula s'han assenyalat com a influents, especialment les trucades telefòniques de l'assassí a les víctimes, que van ser un element argumental important a Black Christmas de Bob Clark, publicada dos anys després.

## Obres relacionades

### Remake i seqüela
El 9 de desembre de 2011, el lloc web Dread Central va anunciar que la productora britànica North Bank Entertainment tornaria a fer un remake de la pel·lícula com a Silent Night, Bloody Night: The Homecoming. La pel·lícula va ser llançada en DVD als Estats Units per Elite Entertainment el febrer de 2014.
El 29 de desembre de 2014, New Wave Independent Pictures va anunciar que havia començat la producció d'una seqüela de la pel·lícula original, titulada Silent Night, Bloody Night 2: Revival. La pel·lícula es va estrenar el 15 de març de 2015.

### Adaptació al teatre
El 10 de desembre de 2016, la pel·lícula es va adaptar a una obra de teatre a Brooklyn, Nova York per a una producció d'una nit només per One And Done Productions.